# Lambda Draconis
Désignations
Lambda Draconis (λ Dra / λ Draconis) est une étoile géante de quatrième magnitude de la constellation du Dragon. Elle porte les noms traditionnels de Giausar, Gianfar, Juza, ou Giauzar.
Lambda Draconis est une géante rouge évoluée de type spectral M0III-IIIa Ca1, qui est située sur la branche asymptotique des géantes. D'après la mesure de sa parallaxe annuelle par le satellite Hipparcos, elle est située à environ 333 années-lumière de la Terre. Elle s'éloigne du Système solaire à une vitesse radiale de +7 km/s. C'est probablement une étoile variable semi-régulière dont la magnitude visuelle varie de 3,78 à 3,86 sur une période d'environ 1 100 jours.